# Galerie nationale de Parme

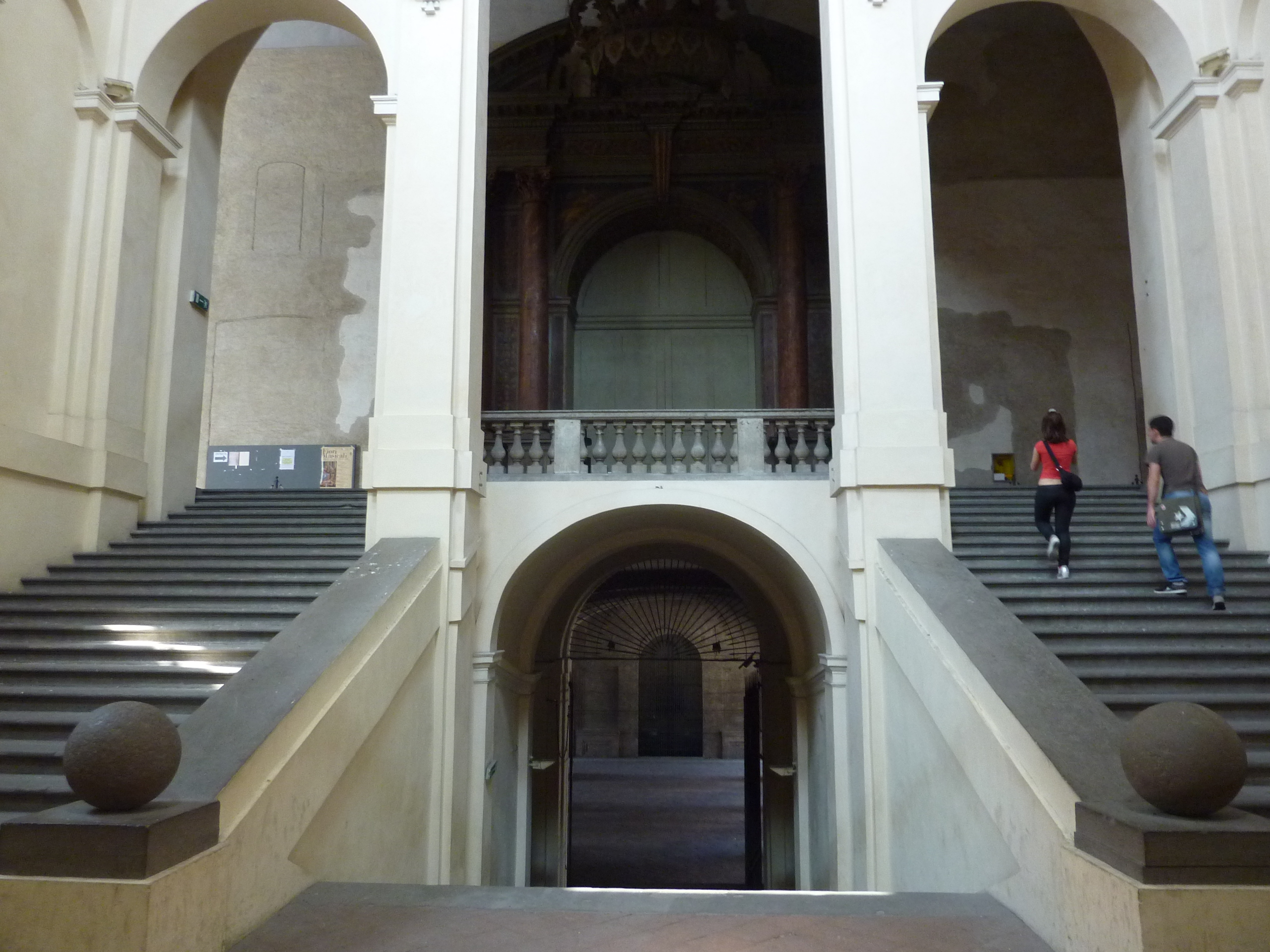
L'escalier monumental qui mène à la galerie nationale de Parme.

La galerie nationale de Parme (en italien Galleria Nazionale di Parma) est un musée situé au no 6, piazza della Pilotta, à Parme, à l'intérieur du Palazzo della Pilotta. Il expose des œuvres de Fra Angelico, de Canaletto, Giovanni Battista Pittoni, du Corrège, de Sebastiano del Piombo, du Guerchin, de Léonard de Vinci, du Parmesan et du Tintoret, entre autres.

## Histoire
La collection de la province de Parme est commencée à la Renaissance par la maison Farnèse (le pape Paul III) ; en 1734, le futur Charles III d'Espagne fait transférer la riche collection à Naples. Avant ce transfert, la collection était divisée entre le palais Farnèse de Rome, la Palais Farnese de Caprarola et le palais du Jardin de Parme.
Élisabeth Farnèse réussit à faire assigner le duché de Parme à son fils Philippe, qui, conscient de l'importance de l'art pour le prestige de la dynastie, interdit l'aliénation de La Madone de San Girolamo du Corrège.
Il fait construire l'Académie des beaux-arts de Parme (1757) et institue une galerie avec une bourse d'études pour l'instruction des jeunes artistes.
Les ducs font des fouilles  dans le Duché et ils enrichissent la collection d'art gréco-romain. En 1760, la Galerie commence à se former à Parme grâce à des dons, des acquisitions, des œuvres des académiciens et des restitutions de Naples et de Caserte.
En 1787, Ferdinand Ier de Parme acquiert la collection d'un noble composée de tableaux gothiques toscans. Pendant la période où Parme est gouvernée par les Français (1803-1814), les œuvres sont transportées à Paris pour n'être restituées qu'en 1816. La même année, le gouvernement passe aux mains de la duchesse Marie-Louise d'Autriche, qui fait réorganiser les collections dans le Palazzo della Pilotta et fait construire la salle qui porte son nom.
La Rocchetta est consacrée aux peintures du Corrège en 1825. Dans la première moitié du XIXe siècle, Marie-Louise fait l'acquisition de nombreuses collections nobiliaires pour éviter leur dispersion.
En 1900, la collection est réorganisée par les Quintavalle, qui séparent les peintures selon l'école et la chronologie.

## Les œuvres principales

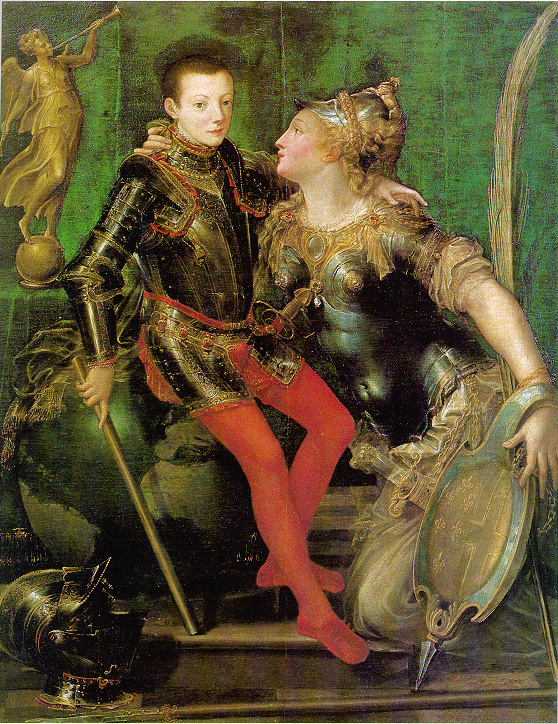
Girolamo Mazzola Bedoli, Portrait allégorique de Parme qui embrasse Alexandre Farnèse, 1555-1558.

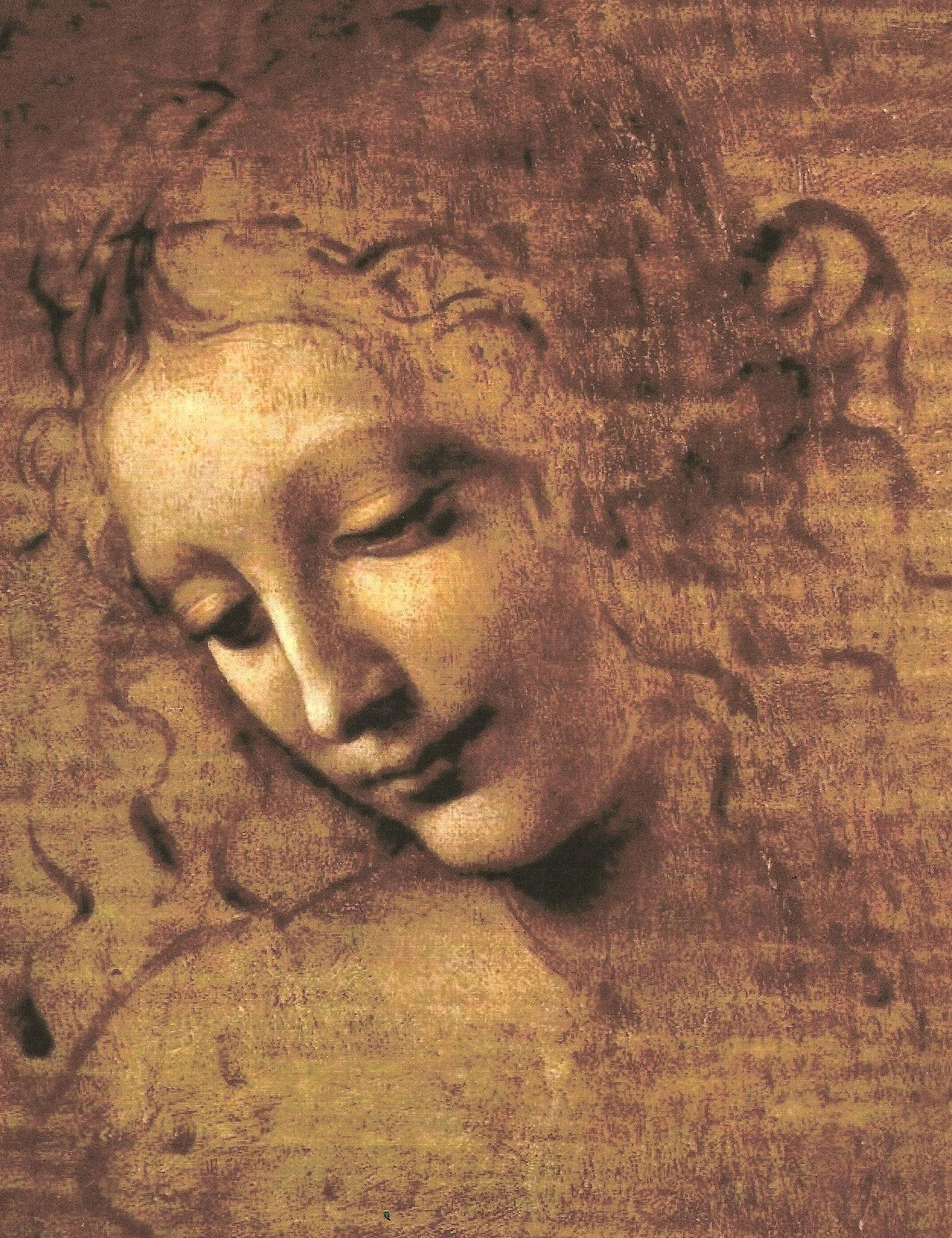
Léonard de Vinci, La Scapigliata, 1508.

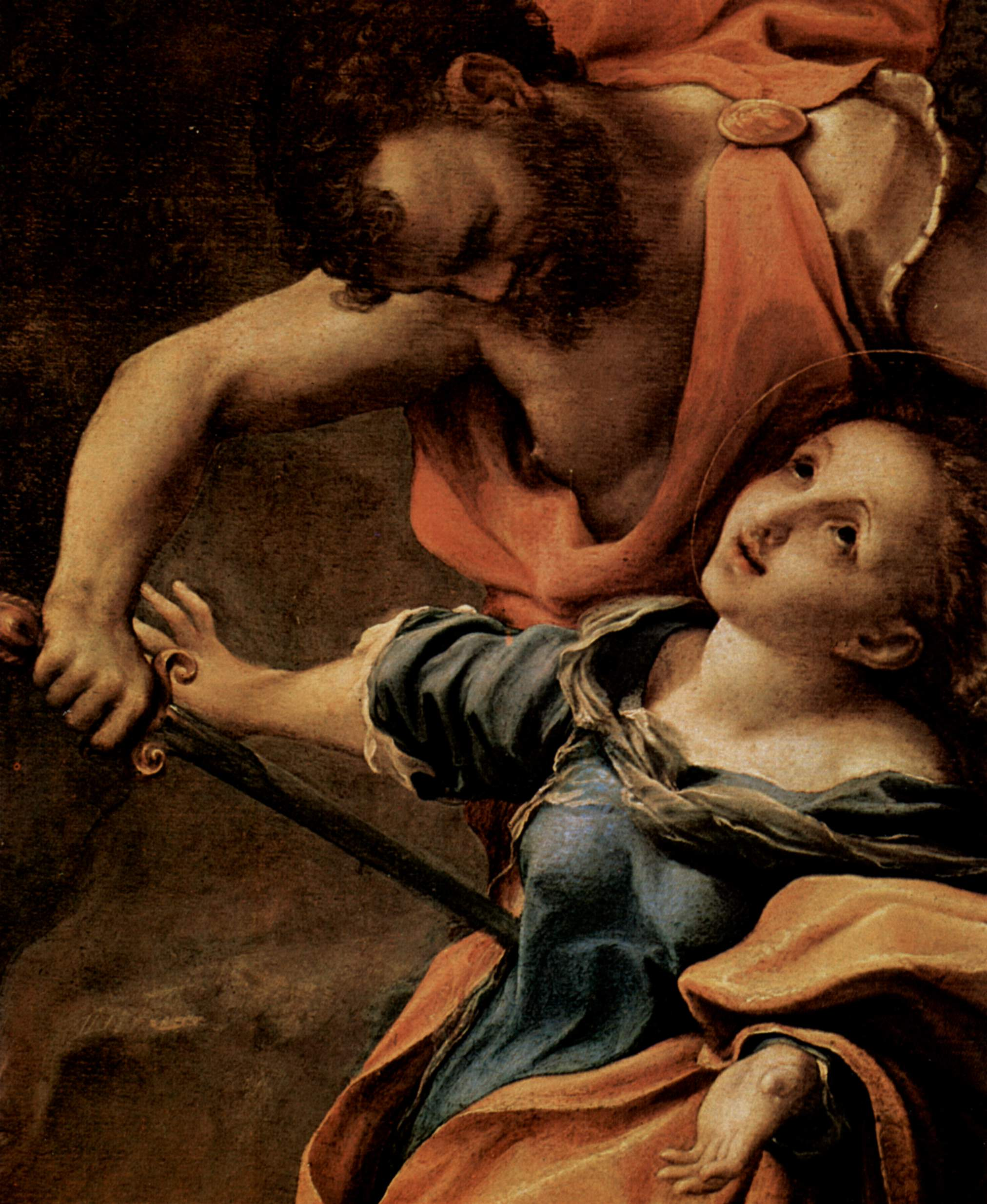
Le Corrège, Martyre de quatre saints (détail), 1524-1525.

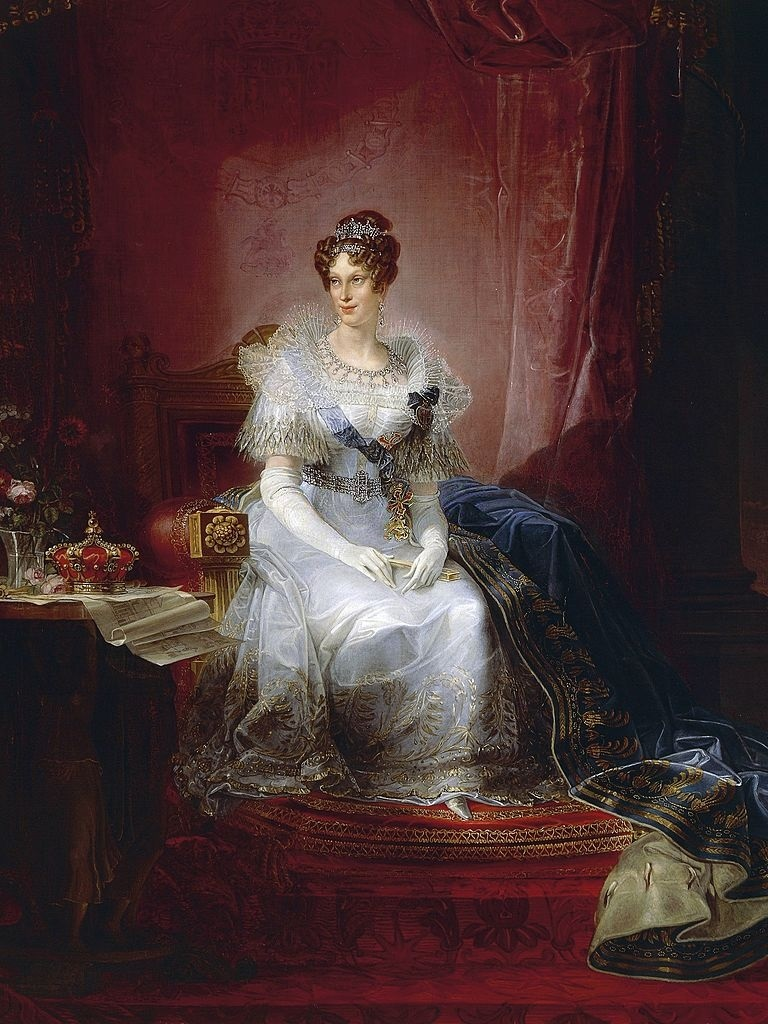
Giovan Battista Borghesi, Marie-Louise de Parme, « La bonne duchesse ».

### Pré-Renaissance
Spinello Aretino
- Les Saints Philippe, Grisante, Daria et Jacques le Mineur (1384-1385)
- Prédelle représentant le Décollement de Jean le Baptiste, le Banquet d'Hérode, L'Adoration des mages et Saint Benoît bénissant les moines (1384)

Agnolo Gaddi
- Vierge à l'Enfant en majesté et saints (1375)

Paolo Veneziano
- Triptyque représentant la Crucifixion, la Vierge à l'Enfant et des Saints (vers 1350)

### Renaissance
Fra Angelico et Zanobi Strozzi
- Madone de l'humilité et saints, 1430-1433

Cima da Conegliano
- Pala Montini, 1506-1507
- Concours entre Apollon et Pan jugé par Midas, vers 1504
- Endymion dormant,
- La Vierge à l'Enfant avec saint Michel archange et saint André

Le Corrège
- Le Couronnement de la Vierge (it), vers 1521-1522
- Vierge à l'escalier (it), vers 1523
- Martyre de quatre saints, vers 1524
- La Déploration du Christ (it)[1], vers 1524
- L'Annonciation, vers 1525
- La Madone de San Girolamo (it) ou Le Jour), vers 1528
- La Madone au bol, vers 1528-1530
- Copie de la Madone d'Albinea (it)
- Copie de la Fuite d'un jeune lors de l'arrestation du Christ (it)

Dosso et Battista Dossi
- Saint Michel Archange combattant le démon et l'Assomption, 1533-1534

Léonard de Vinci
- La Scapigliata ou Tête de jeune fille, vers 1508

Parmigianino
- Esclave turque, vers 1533
- Autoportrait au béret rouge, vers 1540

Sebastiano del Piombo
- Clément VII et un clerc (1531)

### Peintres baroques et rococo
Giuseppe Baldrighi
- L'Artiste avec sa femme (après 1756)
- Don Philippe de Bourbon et sa famille (1757-58)

Bernardo Bellotto
- Caprice avec le Capitole (1742-1746)
- Capriccio avec arc de triomphe (1742-1746)

Canaletto
- Caprice avec édifices palladiens (1756-1759)

Annibale Carracci
- Déposition avec la Vierge et des saints (1585)
- Autoportrait (1593)

Lodovico Carracci
- Les Apôtres au Sépulcre (1606-1608)

Le Guerchin
- Vierge à l'enfant, saint François et sainte Claire[2] (1639-1641)
- Suzanne et les Vieillards (1650)

Giovanni Lanfranco
- Sainte Agathe en prison soignée par saint Pierre (vers 1613)

Giovanni Battista Piazzetta
- L'Immaculée Conception et des anges (1744)

Giovanni Battista Pittoni
- La Madeleine pénitente (1740)

Giulio Cesare Procaccini
- Mariage de la Vierge (1617)

Sebastiano Ricci
- Apelle peignant Pancaspe (avant 1700)
- La Continence de Scipion (1700-1704)
- Cincinnatus (1704-1407)

Giambattista Tiepolo
- Saint Fidèle et le bienheureux Joseph piétinent l'Hérésie (1752-1758)

### Écoles étrangères
El Greco
- La Guérison de l'aveugle (après 1572)

Hans Holbein le Jeune
- Portrait d'Érasme de Rotterdam (1530)

Bartolomé Esteban Murillo
- Job (1652)

Antoine van Dyck
- Vierge à l'Enfant (1621-1625)

### Contemporain
Renato Guttuso
- La Plage (1955-1956)

Amedeo Bocchi
- Les Trois Sœurs (triptyque) (1916)